# Івета Шранкова
Івета Шранкова (Iveta Šranková, 1 жовтня 1963) — чехословацька хокеїстка на траві.
Срібна призерка Олімпійських Ігор 1980 року.